# Pul (moneta)

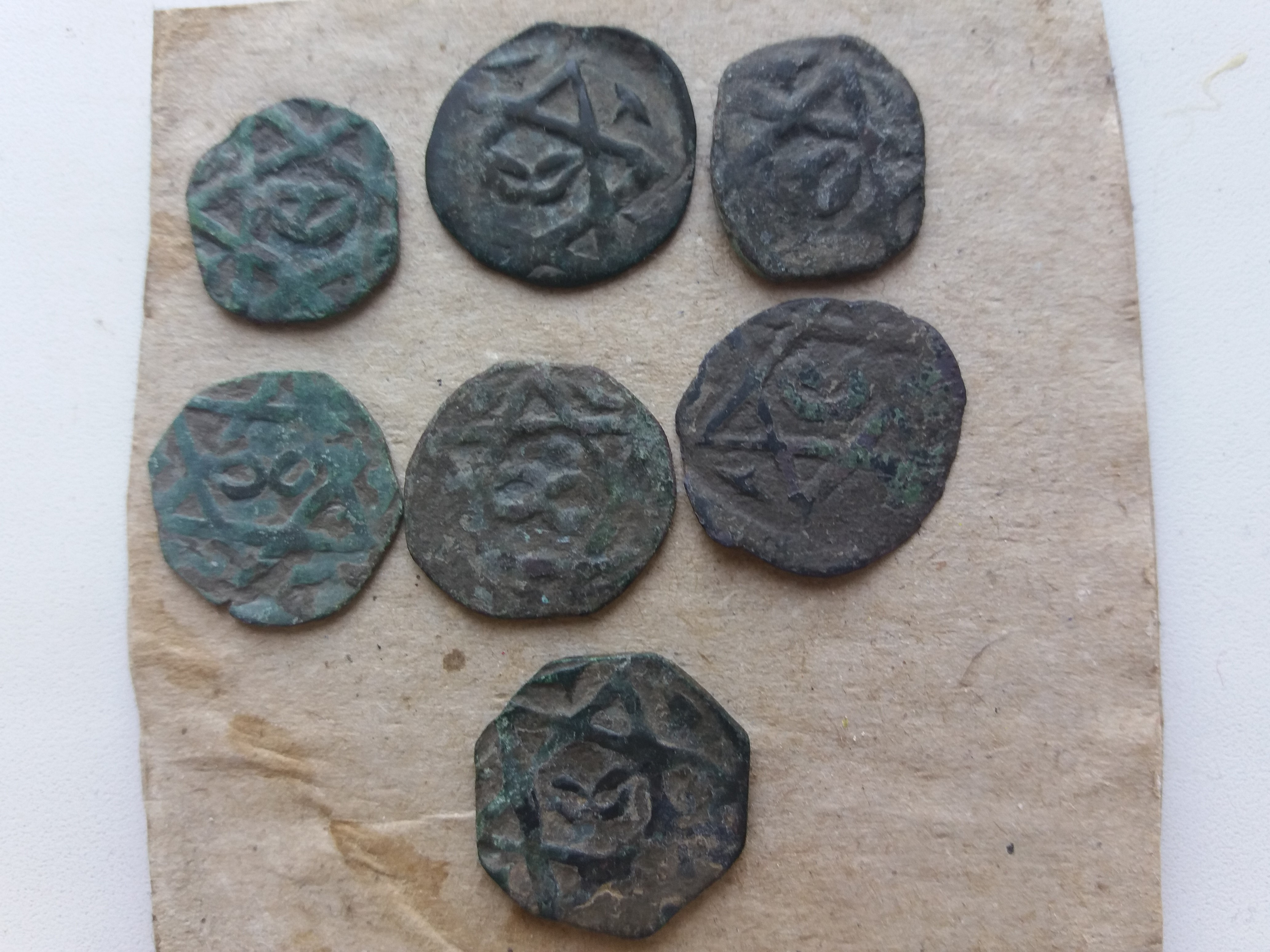
Pule wybite w Dnieprze w Złotej Ordzie około 1370 roku

Pul, Pūl (ros. пул, ar. پول) – moneta zdawkowa używana obecnie w Afganistanie jako równowartość 1/100 afgani, a dawniej w rosyjskim Turkiestanie jako 1/60 ałtyna. Pozostawały w użyciu także w Złotej Ordzie,
Chinach za czasów dynastii Qing, w Taszkencie (po wyzwoleniu spod Chanatu Kazachskiego), w Chanacie Kokandzkim. Etymologicznie nazwa wywodzi się od średnioperskiego *pōl, które bierze się od greckiego ὀβολός (obola).
Po raz pierwszy pul używany był w Złotej Ordzie od około 1350 roku w Bułgarze Wielkim, a potem w kilkunastu mennicach rozsianych po terytorium. Płacących daniny obarczano opłatą równą 16 pulom. Władcy dość często wymieniali walutę po niekorzystnym dla ludności kursie, uniemożliwiając płacenie starymi monetami i nakazując wymienić je na nowe (zwykle cięższe). Jednocześnie już w XV i XVI wieku imitacje takich monet zaczęto wybijać w miastach ruskich, m.in. Moskwie, Twerze, Nowogrodzie i Pskowie. Po podboju Chin przez Chanat Dżungarski zaczęto tam wymieniać stare pieniądze, tzw. czerwone monety na pule po kursie 1:2. Po 1745 przestano je wybijać, a w 1767 zupełnie wycofano z obrotu. Pojawiły się w nim ponownie na krótko podczas powstania dungańskiego W 1784 oswobodzony Taszkent zaczął wybijać własne pule, które produkowano do 1809, kiedy został podbity przez Chanat Kokandzki.
W latach 70. XIX wieku tadżycki wódz Yaqub Beg wybijał pule w imieniu osmańskiego sułtana Abdülaziza. Jednocześnie importowane (a później wybijane) pule zaczęły być używane w Chanacie Kokandzkim, gdzie początkowo za 1 pula można było kupić owcę. W latach 50. XIX wieku 6 puli równało się 1 miri, a 24 pule jednej złotej monecie. W latach 70. za 1 złotą monetę płaciło się między 42 a 64 pule, a w szczytowym momencie nawet 100 puli. 3 pule były warte tyle, co 1 kopiejka. W tym czasie pule cyrkulowały także w Chanacie Chiwy, Emiracie Buchary czy Kaszgarze.
Jednocześnie pulami nazywano monety wybijane we Lwowie między 1351 a 1382 rokiem, używane głównie do wydawania reszty czy dawania drobnych pożyczek.
Obecnie pul stanowi monetę zdawkową dla afgani, jednak w praktyce wybijaną monetą o najniższej wartości jest 1 afgani.